# Genervila
Genervila (en francès Generville) és un municipi francès situat al departament de l'Aude i a la regió d'Occitània.